# Болтон, Рути
Элис Рут «Рути» Болтон (англ. Alice Ruth "Ruthie" Bolton; известная ещё и как Рути Болтон-Холифилд (англ. Ruthie Bolton-Holifield); родилась 25 мая 1967 года в Лусдейле, штат Миссисипи, США) — американская профессиональная баскетболистка, выступавшая в женской национальной баскетбольной ассоциации. За три месяца до драфта ВНБА 1997 года была распределена в клуб «Сакраменто Монархс». Играла в амплуа атакующего защитника. По окончании спортивной карьеры перешла на должность главного тренера в команду NAIA «Уильям Джессап Уорриорз», в которой проработала три сезона.

## Ранние годы
Рути Болтон родилась 25 мая 1967 года в городке Лусдейл (штат Миссисипи), у неё есть старшая сестра, Мэй Ола, а училась она немного севернее, в городке Маклейн, в одноимённой средней школе, в которой выступала за местную баскетбольную команду.